# ATP Challenger Series 1985
In der folgenden Tabelle werden die Turniere der professionellen Herrentennis-Saison 1985 der ATP Challenger Series dargestellt. Sie bestand aus 39 Turnieren mit einem Preisgeld von 25.000 bis 75.000 US-Dollar. Es war die achte Ausgabe des Challenger-Turnierzyklus.

## Turnierplan

### Januar
| Datum1 | Ort     | Turnier            | Preisgeld | Draw    | Belag2 | Sieger Einzel | Sieger Doppel                 |
| ------ | ------- | ------------------ | --------- | ------- | ------ | ------------- | ----------------------------- |
| 14.01. | Guarujá | Guarujá Challenger | $ 50.000  | 48E/24D | Sand   | Juan Avendaño | Ronnie Båthman Magnus Tideman |
| 21.01. | Agadir  | Agadir Challenger  | $ 25.000  | 32E/16D | Sand   | Gabriel Urpí  | Paolo Canè Claudio Mezzadri   |

### Februar
| Datum1 | Ort          | Turnier                 | Preisgeld | Draw    | Belag2    | Sieger Einzel      | Sieger Doppel                   |
| ------ | ------------ | ----------------------- | --------- | ------- | --------- | ------------------ | ------------------------------- |
| 11.02. | Ogun         | Ogun Challenger         | $ 25.000  | 32E/16D | Hartplatz | Gianni Ocleppo     | Chris Dunk Charles Strode       |
| 18.02. | Lagos        | Lagos Challenger        | $ 75.000  | 32E/16D | Sand      | Nduka Odizor       | Egan Adams Mark Wooldridge      |
| 18.02. | Viña del Mar | Viña del Mar Challenger | $ 25.000  | 32E/16D | Sand      | Hans Gildemeister  | Hans Gildemeister Belus Prajoux |
| 25.02. | Kairo        | Cairo Challenger        | $ 75.000  | 32E/16D | Sand      | Fernando Luna      | Anand Amritraj Lloyd Bourne     |
| 25.02. | Kaduna       | Kaduna Challenger       | $ 25.000  | 32E/16D | Sand      | Hans-Peter Kandler | Richard Akel Jeff Arons         |

### März
| Datum1 | Ort      | Turnier             | Preisgeld | Draw    | Belag2        | Sieger Einzel  | Sieger Doppel                  |
| ------ | -------- | ------------------- | --------- | ------- | ------------- | -------------- | ------------------------------ |
| 04.03. | Wien     | Vienna Challenger   | $ 25.000  | 32E/16D | Teppich (i)   | Jonas Svensson | Peter Carlsson Jonas Svensson  |
| 18.03. | Montreal | Montreal Challenger | $ 25.000  | 32E/16D | Hartplatz (i) | Andy Kohlberg  | Andy Andrews Tomm Warneke      |
| 25.03. | Tunis    | Tunis Challenger    | $ 75.000  | 32E/16D | Sand          | Hans Schwaier  | Hans Gildemeister Víctor Pecci |

### April
| Datum1 | Ort             | Turnier                     | Preisgeld | Draw    | Belag2    | Sieger Einzel     | Sieger Doppel                       |
| ------ | --------------- | --------------------------- | --------- | ------- | --------- | ----------------- | ----------------------------------- |
| 01.04. | Marrakesch      | Marrakech Challenger        | $ 50.000  | 32E/16D | Sand      | Ronald Agénor     | Sergio Casal Emilio Sánchez Vicario |
| 01.04. | San Luis Potosí | San Luis Potosí Challenger  | $ 25.000  | 48E/24D | Sand      | Leonardo Lavalle  | John Mattke Sashi Menon             |
| 08.04. | Curitiba        | Curitiba Challenger I       | $ 25.000  | 32E/16D | Sand      | Júlio Góes        | Dácio Campos Luiz Mattar            |
| 15.04. | Rio de Janeiro  | Rio de Janeiro Challenger I | $ 50.000  | 32E/16D | Sand      | Givaldo Barbosa   | Givaldo Barbosa Ivan Kley           |
| 15.04. | Jerusalem       | Jerusalem Challenger        | $ 25.000  | 32E/16D | Hartplatz | Shlomo Glickstein | Amos Mansdorf Bruce Manson          |
| 29.04. | Berkeley        | Berkeley Challenger         | $ 25.000  | 64E/32D | Hartplatz | Eddie Edwards     | Glenn Layendecker Glenn Michibata   |
| 29.04. | Nagoya          | Nagoya Challenger           | $ 25.000  | 32E/16D | Hartplatz | Tsuyoshi Fuki     | Sashi Menon Erik Van’t Hof          |
| 29.04. | Parioli         | Parioli Challenger          | $ 25.000  | 32E/16D | Sand      | Guillermo Rivas   | Claudio Mezzadri Patrizio Parrini   |

### Mai
| Datum1 | Ort    | Turnier           | Preisgeld | Draw    | Belag2    | Sieger Einzel | Sieger Doppel               |
| ------ | ------ | ----------------- | --------- | ------- | --------- | ------------- | --------------------------- |
| 13.05. | Spring | Spring Challenger | $ 25.000  | 32E/16D | Hartplatz | Gary Donnelly | Rill Baxter Glenn Michibata |

### Juni
| Datum1 | Ort      | Turnier             | Preisgeld | Draw    | Belag2 | Sieger Einzel    | Sieger Doppel                      |
| ------ | -------- | ------------------- | --------- | ------- | ------ | ---------------- | ---------------------------------- |
| 03.06. | Tampere  | Tampere Challenger  | $ 25.000  | 32E/16D | Sand   | Jonas Svensson   | Dácio Campos Alessandro De Minicis |
| 10.06. | Dortmund | Dortmund Challenger | $ 25.000  | 48E/24D | Sand   | Francisco Maciel | Antony Emerson Mark Woodforde      |
| 17.06. | Bergen   | Bergen Challenger I | $ 25.000  | 32E/16D | Sand   | Jonas Svensson   | Peter Svensson Jonas Svensson      |

### Juli
| Datum1 | Ort              | Turnier                | Preisgeld | Draw    | Belag2    | Sieger Einzel     | Sieger Doppel                |
| ------ | ---------------- | ---------------------- | --------- | ------- | --------- | ----------------- | ---------------------------- |
| 01.07. | Schenectady      | Schenectady Challenger | $ 25.000  | 32E/16D | Hartplatz | Marius Masencamp  | Andy Andrews Tomm Warneke    |
| 15.07. | Campos do Jordão | Campos Challenger      | $ 25.000  | 32E/16D | Hartplatz | Dácio Campos      | Dácio Campos Carlos Kirmayr  |
| 22.07. | Istanbul         | Istanbul Challenger    | $ 25.000  | 32E/16D | Sand      | Florin Segărceanu | Leighton Alfred Tom Nijssen  |
| 29.07. | Ulm              | Müller Cup             | $ 25.000  | 48E/24D | Sand      | Milan Šrejber     | David Mustard Jonathan Smith |

### August
| Datum1 | Ort      | Turnier             | Preisgeld | Draw    | Belag2    | Sieger Einzel | Sieger Doppel                      |
| ------ | -------- | ------------------- | --------- | ------- | --------- | ------------- | ---------------------------------- |
| 05.08. | Winnetka | Winnetka Challenger | $ 25.000  | 32E/16D | Hartplatz | Barry Moir    | Ricky Brown Luke Jensen            |
| 12.08. | Ostende  | Ostend Challenger   | $ 25.000  | 32E/16D | Sand      | Bruno Orešar  | Alain Brichant Jan van Langendonck |

### September
| Datum1 | Ort          | Turnier                 | Preisgeld | Draw    | Belag2    | Sieger Einzel      | Sieger Doppel                      |
| ------ | ------------ | ----------------------- | --------- | ------- | --------- | ------------------ | ---------------------------------- |
| 02.09. | Messina      | Messina Challenger      | $ 50.000  | 32E/16D | Sand      | Kent Carlsson      | Jesús Colás David de Miguel        |
| 09.09. | Thessaloniki | Thessaloniki Challenger | $ 25.000  | 32E/16D | Hartplatz | Peter Lundgren     | Stephan Medem Srinivasan Vasudevan |
| 23.09. | West Palm    | West Palm Challenger    | $ 25.000  | 32E/16D | Sand      | Martin Wostenholme | Derek Tarr Erik Van’t Hof          |

### Oktober
| Datum1 | Ort            | Turnier                   | Preisgeld | Draw    | Belag2        | Sieger Einzel   | Sieger Doppel                 |
| ------ | -------------- | ------------------------- | --------- | ------- | ------------- | --------------- | ----------------------------- |
| 21.10. | Belo Horizonte | Belo Horizonte Challenger | $ 25.000  | 32E/16D | Sand          | Thomas Muster   | Massimo Cierro Júlio Góes     |
| 28.10. | Bergen         | Bergen Challenger II      | $ 25.000  | 32E/16D | Hartplatz (i) | Peter Lundgren  | George Kalovelonis John Letts |
| 28.10. | Porto Alegre   | Porto Alegre Challenger   | $ 25.000  | 32E/16D | Sand          | Mikael Pernfors | Tom Nijssen Johan Vekemans    |

### November
| Datum1 | Ort       | Turnier                | Preisgeld | Draw    | Belag2        | Sieger Einzel      | Sieger Doppel                  |
| ------ | --------- | ---------------------- | --------- | ------- | ------------- | ------------------ | ------------------------------ |
| 04.11. | Curitiba  | Curitiba Challenger II | $ 25.000  | 32E/16D | Sand          | Júlio Góes         | Nelson Aerts Alexandre Hocevar |
| 11.11. | Helsinki  | Helsinki Challenger    | $ 25.000  | 32E/16D | Hartplatz (i) | Andrei Tschesnokow | Ronnie Båthman Stefan Eriksson |
| 11.11. | São Paulo | São Paulo Challenger   | $ 25.000  | 32E/16D | Sand          | Francisco Maciel   | Carlos Kirmayr Cássio Motta    |
| 25.11. | Bahia     | Bahia Challenger       | $ 75.000  | 32E/16D | Hartplatz     | Jaime Yzaga        | Josef Čihák Tom Nijssen        |

### Dezember
| Datum1 | Ort            | Turnier                      | Preisgeld | Draw    | Belag2 | Sieger Einzel | Sieger Doppel                          |
| ------ | -------------- | ---------------------------- | --------- | ------- | ------ | ------------- | -------------------------------------- |
| 02.12. | Rio de Janeiro | Rio de Janeiro Challenger II | $ 25.000  | 32E/16D | Sand   | Víctor Pecci  | Carlos di Laura Emilio Sánchez Vicario |

- 1 Turnierbeginn (ohne Qualifikation)
- 2 Das Kürzel „(i)“ (= indoor) bedeutet, dass das betreffende Turnier in einer Halle ausgetragen wurde.